# David Chabala
David Efford Chabala (Mufulira, 2 februari 1960 - 28 april 1993) was een Zambiaans voetballer, bekend als Efford Chabala. Hij was van 1983 tot 1993 eerste doelman voor het Zambiaans voetbalelftal en is de speler met de meeste interlands voor zijn land. Hij kwam om het leven door een vliegtuigcrash voor de kust van Gabon toen hij op weg was met het nationale elftal voor een interland tegen Senegal.

## Biografie
Chabala begon zijn carrière als aanvaller bij Lubuto Amateur. Doordat de vaste doelman plots uitviel bij een wedstrijd nam hij zijn plaats in. Het beviel hem echter zo goed dat hij ervoor koos om permanent doelman te worden. Als snel werd hij door Mufulira Wanderers gerekruteerd om daar reservedoelman te worden. Op dat moment was de club nog de succesvolste van het land. Tegen 1980 had hij zijn basisplaats veroverd. Hoewel de club een aantal goede spelers in de rangen had konden ze geen landstitel meer veroveren, enkel in bekercompetities waren ze succesvol. In 1985 werd hij Zambiaans sportman van het jaar. In 1988 verbaasde hij iedereen door opnieuw even aanvaller te worden en hij kon vijf keer scoren. In 1990 nam hij opnieuw kort de rol van aanvaller op zich. Een jaar later maakte hij de overstap naar het Argentijnse Argentinos Juniors, maar bleef er maar tot 1992 omdat hij niet tevreden was met zijn contract daar.
Al in 1980 speelde hij voor het belofteteam van de nationale ploeg. Op 10 april 1983 maakte hij zijn opwachting voor de nationale ploeg in een wedstrijd tegen Soedan, die ze met 2-1 verloren. In 1984 bereikte hij met zijn land de finale van de CECAFA Cup tegen Malawi. Doordat er niet gescoord werd draaide de finale uit op strafschoppen. Chabala stopte drie strafschoppen van Malawi waardoor zijn land de titel won. In 1987 leidde hij zijn land naar de Olympische Spelen in Seoel. Daar werden ze groepswinnaar, voor Italië, maar in de tweede ronde gingen ze er kansloos onderuit tegen het West-Duitsland van Jürgen Klinsmann. Door de goede prestaties begonnen ze te geloven in een kwalificatie voor het WK 1990. Ze wonnen alle thuiswedstrijden, maar konden op verplaatsing geen punt behalen waardoor ze Tunesië voor moesten laten gaan in de groep. Op het Afrikaans kampioenschap 1990 behaalde hij met zijn team nog de derde plaats. In 1993 leek een WK opnieuw binnen de mogelijkheden. Op 28 april 1993 vloog het team, behalve Kalusha Bwalya en Charly Musonda, die in Europa waren, naar Senegal voor een interland. Het noodlot sloeg echter toe boven Gabon en het vliegtuig stortte neer in de Atlantische Oceaan. Alle inzittenden kwamen om het leven.